# Mikele Leigertwood
Mikele Leigertwood (ur. 12 listopada 1982 w Enfield) – piłkarz z Antigui i Barbudy grający na pozycji defensywnego pomocnika. Od 2010 roku jest zawodnikiem klubu Reading. Posiada także obywatelstwo brytyjskie.

## Kariera klubowa
Swoją karierę piłkarską Leigertwood rozpoczął w klubie Wimbledon. W 2001 roku stał się zawodnikiem pierwszej drużyny Wimbledonu, jednak na początku sezonu 2001/2002 został wypożyczony do grającego w Division Three, Leyton Orient. W 2002 roku wrócił do Wimbledonu i 21 kwietnia 2002 zadebiutował w nim w Division One w przegranym 0:1 domowym meczu z Barnsley. W Wimbledonie grał do stycznia 2004.
W styczniu 2004 Leigertwood przeszedł do Crystal Palace za 155 tysięcy funtów. Zadebiutował w nim 14 lutego 2004 w zwycięskim 6:3 domowym meczu ze Stoke City. W sezonie 2003/2004 awansował z Crystal Palace do Premier League. W sezonie 2004/2005 Crystal Palace spadł do Football League Championship.
W 2006 roku Leigertwood został zawodnikiem beniaminka Premier League, Sheffield United. W Sheffield swój debiut zanotował 19 sierpnia 2006 w zremsowanym 1:1 domowym meczu z Liverpoolem. W sezonie 2006/2007 spadł z Sheffield do Championship.
W sierpniu 2007 Leigertwood przeszedł za 900 tysięcy funtów do Queens Park Rangers. 1 września 2007 zaliczył w nim swój debiut w domowym meczu z Southamptonem (0:3).
W listopadzie 2010 Leigertwood został wypożyczony do Reading. Zadebiutował w nim 27 listopada 2010 w zremisowanym 0:0 domowym meczu z Leeds United. W maju 2011 podpisał trzyletni kontrakt z Reading. W sezonie 2011/2012 awansował z Reading do Premier League.
| Sezon   | Klub                | Kraj   | Rozgrywki      | Mecze | Bramki |
| ------- | ------------------- | ------ | -------------- | ----- | ------ |
| 2001/02 | Leyton Orient       | Anglia | Division Three | 8     | 0      |
| 2001/02 | Wimbledon           | Anglia | Division One   | 1     | 0      |
| 2002/03 | Wimbledon           | Anglia | Division One   | 28    | 0      |
| 2003/04 | Wimbledon           | Anglia | Division One   | 27    | 2      |
| 2003/04 | Crystal Palace      | Anglia | Division One   | 12    | 0      |
| 2004/05 | Crystal Palace      | Anglia | Premier League | 20    | 1      |
| 2005/06 | Crystal Palace      | Anglia | Championship   | 27    | 0      |
| 2006/07 | Sheffield United    | Anglia | Premier League | 19    | 0      |
| 2007/08 | Sheffield United    | Anglia | Championship   | 2     | 0      |
| 2007/08 | Queens Park Rangers | Anglia | Championship   | 40    | 5      |
| 2008/09 | Queens Park Rangers | Anglia | Championship   | 42    | 2      |
| 2009/10 | Queens Park Rangers | Anglia | Championship   | 40    | 5      |
| 2010/11 | Queens Park Rangers | Anglia | Championship   | 9     | 0      |
| 2010/11 | Reading             | Anglia | Championship   | 22    | 1      |
| 2011/12 | Reading             | Anglia | Championship   | 41    | 5      |
| 2012/13 | Reading             | Anglia | Premier League | 30    | 1      |
| 2013/14 | Reading             | Anglia | Championship   | 4     | 0      |

## Kariera reprezentacyjna
W reprezentacji Antigui i Barbudy Leigertwood zadebiutował 5 listopada 2008 roku w przegranym 2:3 towarzyskim meczu z Trynidadem i Tobago. W 2008 roku zagrał w Pucharze Karaibów 2008, a w 2010 roku – w Pucharze Karaibów 2010.